# آکیهیرو میوا
آکیهیرو میوا (انگلیسی: Akihiro Miwa؛ زادهٔ ۱۵ مهٔ ۱۹۳۵) بازیگر، خواننده-ترانه‌پرداز، صداپیشه، زن‌پوش، و کارگردان نمایش اهل ژاپن است.